# El Espinar
El Espinar egy község Spanyolországban, Segovia tartományban. El Espinar Los Molinos, Guadarrama, Peguerinos, Santa María de la Alameda, Las Navas del Marqués, Navas de San Antonio, Vegas de Matute, Otero de Herreros, Ortigosa del Monte, La Losa, Navas de Riofrío, San Ildefonso és Cercedilla községekkel határos. Lakosainak száma 10 145 fő (2024).

## Nevezetességek
A Szent Eutrópiusz-templom a 16. században épült egy korábbi, tűzvészben részben megsemmisült templom helyén. Mellette a Szent Erzsébet-kolostor romjai láthatók.

## Népesség
A település népessége az elmúlt években az alábbi módon változott:
| Lakosok száma | 6293 | 7251 | 8666 | 9535 | 9711 | 9654 | 9155 | 8986 | 9662 | 10 145 |
|               | 2001 | 2004 | 2007 | 2009 | 2012 | 2014 | 2017 | 2019 | 2022 | 2024   |